# David Jordan
David Jordan ( született David Keith Arratoon, Barnet, London, 1985. szeptember 13.) angol művész. Táncos, énekes, dalszerző.

## Adatlap
| Születési név   | David Keith Arratoon              |
| Művésznév       | David Jordan                      |
| Születési dátum | 1985. szeptember 13.              |
| Születési hely  | Barnet, London, England           |
| Foglalkozás     | Művész. Táncos, énekes, dalszerző |
| Műfaj           | Pop                               |
| Aktív           | 2007-                             |
|                 |                                   |

## Életrajz
Édesanyja montserrati, édesapja Calcuttából származik.
11 éves volt, mikor szülei elváltak. Ezután az első kilenc évet Londonban töltötte, majd szülei úgy döntöttek, hogy a nagyanyjával kell élnie Enfieldben. 16 éves korában beköltözött Finchleybe.
Tizenévesként egy menedzservállalat által találkozott Amy Winehouse-zal, akivel az énekesnő haláláig barátok maradtak.
Jordant foglalkoztatta a dalszerzés. Tervei szerint drámát tanult a főiskolán, este dolgozott a Starbucksnál a New Oxford Streeten, azután a producerbarátjával, Jack Freegarddel a dalokon dolgozott a Fortress Studiosnál az Old Streeten.
Jordan bemutatkozó albuma, a Set the Mood, amelyet Trevor Horn támogatott és 2007. október 29-én dobtak piacra.
2008. április 19-én Jordan felvett egy albumot az előzővel együtt a Nokia Green Roomnek, a The Scriptnek és Akalának.
2008. május 5-én, hétfőn megjelent a Loose Women című talk showban, és előadta a Move On című szerzeményét, amely a stúdióban is sikert aratott. Miután a Loose Women sikert aratott a stúdióban, ennek örömére David Jordan megírta a bombasiker Sun Goes Down című dalát.
A gyors sikerek után viszont egymás után érték a csalódások. Zenésztársai önállósodtak, egyedül próbálkoztak. Támogatói is elálltak mellőle. Jill Sinclair balesete – Trevor Horn felesége – is a szakmai haladása ellen dolgozott. Így 2009-ben gyakorlatilag nem volt koncertje, csak kisebb klubokban szerepelt.
Több hónapot töltött Amerikában, mivel hosszabb távú lemezszerződést remélt, amit 10 hónap után utasított vissza az amerikai partner.
A közben kiadott Don't Wanna Hear You Say albuma sem aratott nagy sikert. A rádiók nem kezdték el játszani a dalait – annak ellenére, hogy valóban jó és érdekes dalokat tartalmaz -, mivel nem az aktuális zenei divatirányzatot követte. Az album egyébként csak Amerikában megvásárolható.
Mindezen sorozatos kudarcok ellenére 2010-ben újra megpróbált visszatérni a médiába ami a lételeme. Kirúgta régi menedzserét és új számokat írt. Az őszi szezonban 6 új koncertet adott több-kevesebb sikerrel, valamennyit Londonban.
2011-ben végre befejezte a Don't Wanna Hear You Say című szám videóklipjét amit a YouTube-on publikált valamint 2011. szeptember 23-án megjelent új teasere, amit régi barátjának, Andrew Davidnak a filmes cégével a Methodworks-szel forgatott, csakúgy, mint a Don't Wanna Hear You Say című dalt. A klip egy 2012-es új kampány indítójának készült és ízelítőt ad az új számokból is. Emellett Jordan 2011-ben beszállt másik régi barátjának a táncos-énekes Kane Riccának (Control) London Ltd.-be és aktívan részt vesz Ricca One Nationjében.
2012 tavaszán több új videót ad ki (Fallen Star, Acoustic sorozat mely 7 db stúdió verziót tartalmaz) és új EPK-val is jelentkezett melyet továbbra is a Methodworks-szel készített.
Mindezek mellett dalszerzőként több vonalon dolgozik, többek között zenét szerez Enrique Iglesiasnak is.
2012 nyarán a [Control.] London Ltd közreműködésével elkészítette a Wild Wasted & Wonderful című számának videóváltozatát.
2012. július 31-én Dajiow művésznéven mint vezető táncos-énekes megkezdte táncos karrierjét a londoni West End egyik legnépszerűbb (top 5) musicaljében, a Thriller Live-ban.
Michael Jackson jelleme, zenéje mindig is nagy hatással volt rá, így a musicalben nem jelentett problémát a világhírű énekes megformálása. Hangjával, mozdulataival tökéletesen visszaadta Jackson személyiségét.
A musicalben eltöltött pár év alatt forrott ki benne egy saját produkció elképzelése, amit 2015 végére sikerült is elindítania a "Dajiow The Mirror Show" néven. Az előadás – saját megfogalmazása szerint – nem egy szokásos "impersonator" show, hanem Michael Jackson személyiségét, és szellemiségét kívánja "tükrözni", és köztudatban tartani. Az első, debütáló előadás – melyet azóta világszerte több is követett -, a 2015-ös Moto GP szingapúri futamán volt, ahol ő és csapata hatalmas sikert aratott. Az előadás  koreográfiáját a táncvilágban jól ismert Kane D. Ricca készítette és készíti jelenleg is, a rendezői munkákat pedig a nem kevésbé híres Thekla Roth és Ria Jaggard vállalta fel.
2018-ban – mivel a színházzal jelentős nézeteltérései voltak –, közös megegyezéssel kilépett a társulatból.
2019-ben saját Youtube csatornáján több zenei feldolgozást (cover) jelentetett meg.

### Jelentősebb zenei alkotások
| Year | Album címe                                                      |
| ---- | --------------------------------------------------------------- |
| 2007 | Set The Mood (Album)                                            |
| 2007 | Place In My Heart (single)                                      |
| 2008 | Sun Goes Down (single)                                          |
| 2008 | Move On (single)                                                |
| 2009 | Don't Wanna (Hear You Say) album                                |
| 2009 | Tell The World Songs 4 Teaching Kids Truth – csak szövegíróként |
| 2011 | "One Nation"                                                    |
| 2013 | Frequency (single)                                              |

### Kiadott zenei videók
| Year | Song                       |
| ---- | -------------------------- |
| 2007 | Place In My Heart          |
| 2007 | Sun Goes Down              |
| 2007 | Sun Goes Down              |
| 2008 | Move On                    |
| 2009 | Set The Mood               |
| 2011 | Don't Wanna (Hear You Say) |
| 2012 | Fallen Star                |
| 2012 | Wild, Wasted & Wonderful   |
| 2012 | Like a Winner              |
| 2014 | Sun Goes Down 2014         |